# Bülent Cevahir
Bülent Cevahir (* 13. Februar 1992 in Selçuk) ist ein türkischer Fußballspieler.

## Karriere

### Verein
Bülent Cevahir begann mit dem Vereinsfußball in der Jugend von Efesspor und wechselte von dort aus 2005 in die Nachwuchsabteilung von Manisaspor. 2010 erhielt er einen Profi-Vertrag, spielte aber weiterhin für die Reservemannschaft. Im Laufe der Saison wurde er parallel zu seiner Tätigkeit bei der Reserve auch am Training der Profis beteiligt. So wurde er auch wenig später in den Mannschaftskader einbezogen und kam in seiner ersten Saison auf zwei Liga- und zwei Pokalpartien. Die Saison 2011/12 begann er bei der Reservemannschaft und wurde nach der Winterpause vollständig in den Kader der Profimannschaft integriert und kam regelmäßig zu Einsätzen.
In der Sommertransferperiode 2014 wechselte er in die Süper Lig zu Balıkesirspor und unterschrieb für drei Jahre. Zur Rückrunde der Saison 2018/19 verpflichtete ihn der Erstligist Yeni Malatyaspor. Für die Saison 2019/20 wurde er an den Zweitligisten Fatih Karagümrük SK ausgeliehen. In der nächsten Saison spielte er wieder für Yeni Malatyaspor. Insgesamt bestritt er 23 Ligaspiele und sieben Pokalspiele für den Verein.
Zur neuen Saison 2021/22 wechselte er zum Ligakonkurrenten Hatayspor, bei dem er Anfang Juni 2021 einen Vertrag mit einer Laufzeit von drei Jahren unterschrieb. Bis Februar 2022 wurde er bei fünf von 24 möglichen Ligaspielen und einem Pokalspiel eingesetzt.
Anfang Februar 2022 wechselte Cevahir zu dem in der TFF 1. Lig, der zweithöchsten türkischen Liga, spielenden Verein Boluspor und unterschrieb dort einen Vertrag bis zum Ende der Saison 2022/23. Im Rest der Saison 2021/22 bestritt er 10 von 16 möglichen Ligaspielen für seinen neuen Verein.

### Nationalmannschaft
Im Rahmen des Turniers von Toulon 2012 wurde Cevahir im Mai 2012 für die zweite Auswahl der türkischen Nationalmannschaft berufen. Die türkische A2 nominierte hier für Spieler, die jünger als 23 Jahre waren, um die Altersbedingungen für das Turnier zu erfüllen. Die Mannschaft schaffte es bis ins Finale und unterlag dort der Auswahl Mexikos.
Im Rahmen zweier Freundschaftsspiele wurde Bekdemir zum ersten Mal in seiner Karriere für die Türkische U-21-Nationalmannschaft nominiert.

## Erfolge
- Zweite Auswahl der Türkischen Nationalmannschaft:
  - Vizemeisterschaft im Turnier von Toulon: 2012